# Claude Le Péron
Claude Le Péron est un bassiste français né le 2 février 1948 à Fontenay-sous-Bois (Seine) et mort le 24 juin 2020 à Nantes (Loire-Atlantique).

## Biographie
Claude Le Péron commence la guitare en 1961, puis se met à la basse en 1964, influencé par les Beatles, les Stones et autres groupes rock des années 1960, (Sergent Peppers sorti en 1967 est l'un des albums qui l'ont le plus marqué). En 1964, il achète donc sa première basse, une réplique de celle de Paul McCartney. 
Après être passé par le Club Med, il arrive à Nantes en 1969 où il joue dans des groupes locaux aux côtés de Jacky Mascarel et de Philippe Grandvoinet (New Direction).
Il fonde le groupe nantais Zig-Zag (1970-1977) avec Jean-Luc Chevalier (actuel guitariste du groupe nantais Tri Yann). 
Il joue aussi dans le groupe Crystal. Claude Le Péron se retrouve bassiste de Laurent Voulzy et d'Alain Souchon en 1977, toujours accompagné de Jacky Mascarel. 
Il enregistre avec Laurent Voulzy les albums Le Cœur grenadine et Bopper en larmes en 1979 et 1983. En 1983, il fait l'Olympia avec Souchon, toujours aux côtés de Jacky Mascarel. 
C'est cette année-là, 1983, qu'il croise la route de Jean-Jacques Goldman, lors de l'émission « Champs-Élysées ». À la suite de cette émission, Jean-Jacques Goldman décide de partir en tournée et a besoin d'un bassiste sachant chanter. Ce dernier finit par engager Claude Le Péron dans son équipe. Il dira de cette rencontre qu'il a beaucoup de chance, grâce aux hasards de la vie. 
Claude Le Péron tourne exclusivement avec Jean-Jacques Goldman, et par-là même avec Michael Jones sur scène, de façon à se retrouver et à rester soudés. 
De façon moins médiatisée, Claude Le Péron fait aussi partie d'un groupe plus rock, qui se produit, entre autres, dans les festivals : le Dave Mackey Tree-o. Le groupe est composé de Claude Le Péron (basse/chœurs), David Mackey (guitare/chant) et de Meivelyan Jacquot (batterie), ils interprètent essentiellement leurs propres compositions. Malheureusement, les protagonistes de ce trio se trouvent éloignés géographiquement, ce qui rend les concerts rares... à son grand regret. Au début, le batteur du tree-o était Christian Cordonnier. 
Il joue dans les années 2010 avec Stan Skibby (sosie d'Hendrix), plus périodiquement avec les Rapalas (Soul, rythm'&blues), After The Rain, (blues rock).
Le 24 juin 2020, il meurt à l'âge de 72 ans à Nantes.

### Avec Laurent Voulzy
- 1979 : Cœur Grenadine
- 1983 : Bopper en Larmes

### Avec Alain Souchon
- 1983 : Olympia 83

### Avec Jean-Jacques Goldman

#### Albumsstudio
- 1985 : Non homologué Basse sur Je Te Donne
- 1987 : Entre gris clair et gris foncé Basse sur Peur De Rien Blues

#### Albumslive
- 1986 : En public
- 1989 : Traces
- 1992 : Sur Scène
- 1995 : Du New Morning au Zénith
- 1999 : Tournée 98 En passant
- 2003 : Un Tour Ensemble

#### Compilations
- 1991 : L'Intégrale 81/91
- 1996 : Singulier 81/89
- 2000 : L'Intégrale 90/00
- 2008 : La collection 81–89
- 2012 : La collection 1990-2001

### Avec Michael Jones
- 1997 : À consommer sans modération